# Реки Кореи
Полуостров Корея имеет густую речную сеть. Территория полуострова поделена между Северной и Южной Кореей.

Карта крупнейших рек Корейского полуострова

Для Корейского полуострова характерны высокие горы на востоке и равнины на западе. Следовательно, большинство рек текут на запад или на юг, впадая, соответственно, в Жёлтое море и Корейский пролив. Они имеют меньший уклон и образуют обширные аллювиальные равнины и впадины. Реки, впадающие в Японское море, короткие и крутые.
Крупнейшими реками, пересекающими границу между Северной и Южной Кореей, являются Ханган и Имджинган.

## Реки Южной Кореи
Длиннейшей рекой страны (510,88 км) является Нактонган, впадающий в Корейский пролив. Самый большой водосборный бассейн (35770,41 км²) имеет Ханган, его сток (16 млрд м³/год) составляет более трети общего стока южнокорейских рек.
Реки Кореи в основном имеют дождевое или снегово-дождевое питание. Среднегодовая норма осадков в Корее составляет около 1323 мм, что в 1,6 раз больше среднемирового значения. При этом большая часть осадков (735,8 мм, 55,6 %) выпадает летом, что часто приводит к наводнениям. В результате подобного распределения максимальный сток в реках тоже наблюдается летом, а минимальный — зимой. До постройки плотин максимальный сток в 5 крупнейших реках превышал минимальный более чем в 300 раз, сегодня данный показатель составляет 270 для Сомджингана.
Со времён японского правления на корейских реках было возведено множество плотин и прочих гидротехнических сооружений. На Хангане расположено крупнейшее водохранилище — Чанжин-Чангжу, имеющее полный объём 3 км³. Всего для снабжения водой сельскохозяйственных земель было возведено более 18 тыс. небольших водохранилищ. В хозяйстве используется 36 % имеющихся водных ресурсов, из них 63 % потребляет сельское хозяйство, 11 % — промышленность, 26 % — коммунально-бытовое водоснабжение.
Связанная с реками деятельность и использование водных ресурсов в Южной Корее регулируются разнообразными законодательными актами, главным из которых является Закон о реках 1961 года. 65 рек Южной Кореи определены как реки национального уровня, 55 как местные реки первого уровня, 3773 — как местные реки второго уровня.
Многие реки, протекающие через города, загрязнены промышленными и коммунально-бытовыми стоками. Высокая урбанизация и обильные летние осадки приводят к сильной эрозии почв. В 2004 году была принята система Total Pollution Load Management System (TPLMS), установившая принципы определения требований качества воды, расчёта нормативной концентрации загрязняющих веществ и контроля за качеством воды.
В 2009 году в рамках Национальной стратегии зелёного роста был принят Проект по восстановлению четырёх крупнейших рек (Four Major Rivers Restoration Project) стоимостью в 20 млрд долларов. Работы в рамках проекта продолжались с 2009 по 2012 год и включали в себя возведение 19 новых плотин и увеличение высоты 93 существующих, углубление русел и укрепление берегов. Заявленными целями проекта были борьба с наводнениями, улучшение контроля за водными ресурсами и улучшение качества воды. Пректо вызвал сильную общественную критику. Результаты проекта были неоднозначные — общее качество воды в реках, где проводились работы, понизилось, а медленное течение приводит к частому цветению воды. С другой стороны, большинство целей проекта по борьбе с наводнениями и улучшению водоснабжения были достигнуты.

### Список крупнейших рек Южной Кореи
| №  | Русское название | Хангыль | Ханча  | Общая длина, км | Площадь бассейна, км² | Впадает в        | Провинция                                         |
| -- | ---------------- | ------- | ------ | --------------- | --------------------- | ---------------- | ------------------------------------------------- |
| 1  | Ханган           | 한강    | 漢江   | 494,44          | 35770,41              | Жёлтое море      | Кёнгидо, Сеул                                     |
| 2  | Нактонган        | 낙동강  | 洛東江 | 510,88          | 28884,21              | Корейский пролив | Канвондо, Кёнсан-Пукто, Кёнсан-Намдо, Тэгу, Пусан |
| 3  | Кымган           | 금강    | 錦江   | 397,79          | 9912,15               | Жёлтое море      | Чолла-Пукто, Чхунчхон-Пукто, Чхунчхон-Намдо       |
| 4  | Сомджинган       | 섬진강  | 蟾津江 | 228,88          | 4911,89               | Корейский пролив | Чолла-Пукто, Чолла-Намдо, Кёнсан-Намдо            |
| 5  | Йонсанган        | 영산강  | 榮山江 | 129,5           | 8467,88               | Жёлтое море      | Кванджу, Чолла-Намдо                              |
| 6  | Ансончхон        | 안성천  | 安城川 | 59,50           | 1666,78               | Жёлтое море      | Кёнгидо                                           |
| 7  | Сапкёчхон        | 삽교천  | 揷橋川 | 58,60           | 1649,59               | Жёлтое море      | Чхунчхон-Намдо                                    |
| 8  | Мангёнган        | 만경강  | 萬頃江 | 80,88           | 1504,85               | Жёлтое море      | Чолла-Пукто                                       |
| 9  | Хёнсанган        | 형산강  | 兄山江 | 81,95           | 1140,00               | Японское море    | Кёнсан-Пукто                                      |
| 10 | Тонджинган       | 동진강  | 東津江 | 51,08           | 1129,80               | Жёлтое море      | Чолла-Пукто                                       |
| 11 | Тхэхваган        | 태화강  | 太和江 | 46,02           | 646,96                | Японское море    | Ульсан                                            |
| 12 | Тхамджинган      | 탐진강  | 耽津江 | 55,07           | 508,58                | Корейский пролив | Чолла-Намдо                                       |
| 13 | Намдэчхон        | 남대천  | 南大川 | 54,00           | 474,80                | Японское море    | Канвондо                                          |
| 14 | Осипчхон         | 오십천  | 五十川 | 56,80           | 894,72                | Японское море    | Канвондо                                          |
| 15 | Осипчхон         | 오십천  | 五十川 | 55,18           | 874,50                | Японское море    | Кёнсан-Пукто                                      |
| 16 | Намдэчхон        | 남대천  | 南大川 | 82,86           | 258,65                | Японское море    | Канвондо                                          |

1. ↑  Из них 25955,60 находятся на территории Республики Корея

## Реки Северной Кореи
Длиннейшие реки Северной Кореи — Ялуцзян (790 км) и Туманган (521) — начинаются на склонах вулкана Пэктусан и впадают, соответственно, в Жёлтое и Японское море. Они образуют северную границу Корейского полуострова и КНДР.
Другие крупные реки: Тэдонган, Чхончхонган, Есонган, впадающие в Жёлтое море, и Намдэчхон, Ёнхынган, Оранчхон и Сончхонган, впадающие в Японское море. За исключением Тумангана, крупнейшие реки страны текут на запад, в верховьях они петляют среди гор, а в низовьях меандрируют на равнине.